# Pouria Darini
Pouria Darini (en persan : پوریا درینی ; né le 24 janvier 1991 à Djiroft, en Iran) est un joueur d'échecs iranien.

## Biographie
Pouria Darini joue pour l'équipe nationale iranienne lors de l'olympiade d'échecs de 2012 qui a lieu à Istanbul, en Turquie. 
Il participe également à trois reprises aux championnats d'Asie d'échecs des nations (en 2012, 2014 et 2016). Lors de la Coupe du monde d'échecs de 2013, il rencontre au premier tour le Russe Dmitri Andreïkine, qui l'élimine.

## Titres internationaux
En 2010, Pouria Darini reçoit le titre de maître International (MI) et, en 2013, celui de Grand maître international (GMI).